# Dworaki-Staśki (gromada)
Dworaki-Staśki (początkowo Dworaki Staśki, bez łącznika) – dawna gromada, czyli najmniejsza jednostka podziału terytorialnego Polskiej Rzeczypospolitej Ludowej w latach 1954–1972.
Gromady, z gromadzkimi radami narodowymi (GRN) jako organami władzy najniższego stopnia na wsi, funkcjonowały od reformy reorganizującej administrację wiejską przeprowadzonej jesienią 1954 do momentu ich zniesienia z dniem 1 stycznia 1973, tym samym wypierając organizację gminną w latach 1954–1972.
Gromadę Dworaki Staśki (pisownia bez łącznika) z siedzibą GRN w Dworakach Staśkach utworzono – jako jedną z 8759 gromad – w powiecie wysokomazowieckim w woj. białostockim, na mocy uchwały nr 24/V WRN w Białymstoku z dnia 4 października 1954. W skład jednostki weszły obszary dotychczasowych gromad Dworaki Staśki, Brzozowo Solniki, Dworaki Pikaty, Zdrody Nowe, Zdrody Stare i Porośl Kije ze zniesionej gminy Poświętne, Penzy, Perki Wypychy, Perki Lachy, Perki Mazowsze, Drągi Wypychy i Perki Karpie ze zniesionej gminy Sokoły oraz obszar dotychczasowej gromady Racibory Nowe ze zniesionej gminy Piekuty w tymże powiecie. Dla gromady ustalono 23 członków gromadzkiej rady narodowej.
13 listopada 1954 roku gromada weszła w skład nowo utworzonego powiatu łapskiego.
1 stycznia 1969 do gromady Dworaki-Staśki przyłączono wieś Porośl-Wojsławy ze zniesionej gromady Stokowisko.
Gromada przetrwała do końca 1972 roku, czyli do kolejnej reformy gminnej.